# Дочки-матері
«Дочки-матері» (рос. «Дочки-матери») — російська радянська мелодрама  Сергія Герасимова, знята в 1974 році за сценарієм  Олександра Володіна.

## Сюжет
Молода дівчина Ольга Васильєва виросла в дитячому будинку. Вона ніколи не знала своєї матері і хоче її розшукати. Єдиний слід, який у неї є — це збережений лист матері з її особової справи, який вона зуміла роздобути у адміністрації дитячого будинку. На час короткострокових канікул в її фабрично-заводському училищі вона їде зі Свердловська до Москви по ненадійним слідам цього листа.
Олена Олексіївна — жінка, яку вона знаходить, прийшовши за адресою, виявляється викладачкою в балетній школі, дружиною професора і старомосковською інтелігенткою. Вона люб'язно зустрічає її, але виявляється не тією людиною, кого шукає Ольга, у неї лише прізвище та ім'я і співзвучне по-батькові. Вона добра і гостинна, готова допомогти дівчині розшукати справжню матір і запрошує Ольгу пожити у неї на час короткого перебування в Москві.
Відразу ж виникають неминучі проблеми. Ольга — дівчина вольова, добра і по-своєму недурна, однак дитячий будинок наклав на її особистість жорсткий відбиток. Вона прямолінійна і нетактовна і, головне — вона людина колективу, вона володіє прекрасним досвідом існування в групі. Але у неї ніколи не було досвіду міжособистісних відносин з незнайомою іншою людиною.
Рідні дочки Олени Олексіївни — розпещені столичні дівчинки Анна і Галина — не відчувають нічого, крім презирства до неосвіченої провінціалки і всіляко це демонструють, коли представляється привід.
Приводів ж Ольга дає предостатньо. Не розуміючи, що можна говорити, а чого не можна, не знаючи, як вести себе в суспільстві зі складними і тонкими міжособистісними зв'язками, вона ненавмисно ображає приятеля дочок, ставить викладача — чоловіка Олени Олексіївни — в незручне становище, потім розганяє гостей Олени Олексіївни та, нарешті, сварить її з чоловіком, не підозрюючи, що поводиться неправильно.
Однак Олена Олексіївна як і раніше зберігає до дівчини співчуття і доброту, бачачи в ній велику внутрішню цілісність, стійкість і поважаючи Ольгу за те, що важка доля її не озлобила і не зламала.
Проте Ольга повертається в гуртожиток Уральського заводу важкого машинобудування імені Серго Орджонікідзе, в просту заводську середу своїх знайомих майже з полегшенням. Але це — гірке полегшення: за час своєї поїздки і зустрічі з іншим життям і іншими моделями відносин вона зрозуміла, що життя не настільки просте, як її вчили і як їй здавалося. Тепер її життя вже ніколи не буде колишнім.
Крім усього, кілька днів або тижнів по тому вона раптом отримує від Олени Олексіївни лист: схоже, її чоловікові Вадиму Антоновичу вдалося розшукати слід справжньої Ольгиної матері. Цей слід не обіцяє нічого хорошого (в усякому разі, нічого схожого на складний, але добрий і дбайливий світ Олени Олексіївни та її сім'ї): її справжня мати зловживає спиртним. Але інших близьких родичів у Ольги немає. І вона негайно знову збирається в дорогу в місто Торопець Калінінської області, щоб нарешті побачити, і спробувати зрозуміти і пробачити свою матір.

## У ролях
- Любов Полехіна —  Ольга Васильєва
- Тамара Макарова —  Олена Олексіївна Васильєва
- Інокентій Смоктуновський —  Вадим Антонович Васильєв
- Сергій Герасимов —  Петро Никанорович Воробйов
- Світлана Смєхнова —  Аня, дочка Олени Олексіївни та Вадима Антоновича
- Лариса Удовиченко —  Галя, дочка Олени Олексіївни та Вадима Антоновича
- Зураб Кіпшидзе —  Резо
- Володимир Марон —  епізод

## Знімальна група
- Автор сценарію —  Олександр Володін
- Режисер —  Сергій Герасимов
- Оператор —  Володимир Рапопорт
- Художник —  Петро Пашкевич
- Музика —  Святослав Чекін
- Директор фільму:  Аркадій Кушлянський